# Anna ophiorrhizoides
Anna ophiorrhizoides là một loài thực vật có hoa trong họ Tai voi. Loài này được (Hemsl.) B.L.Burtt & R.A.Davidson mô tả khoa học đầu tiên năm 1955.